# Timothy Matlack

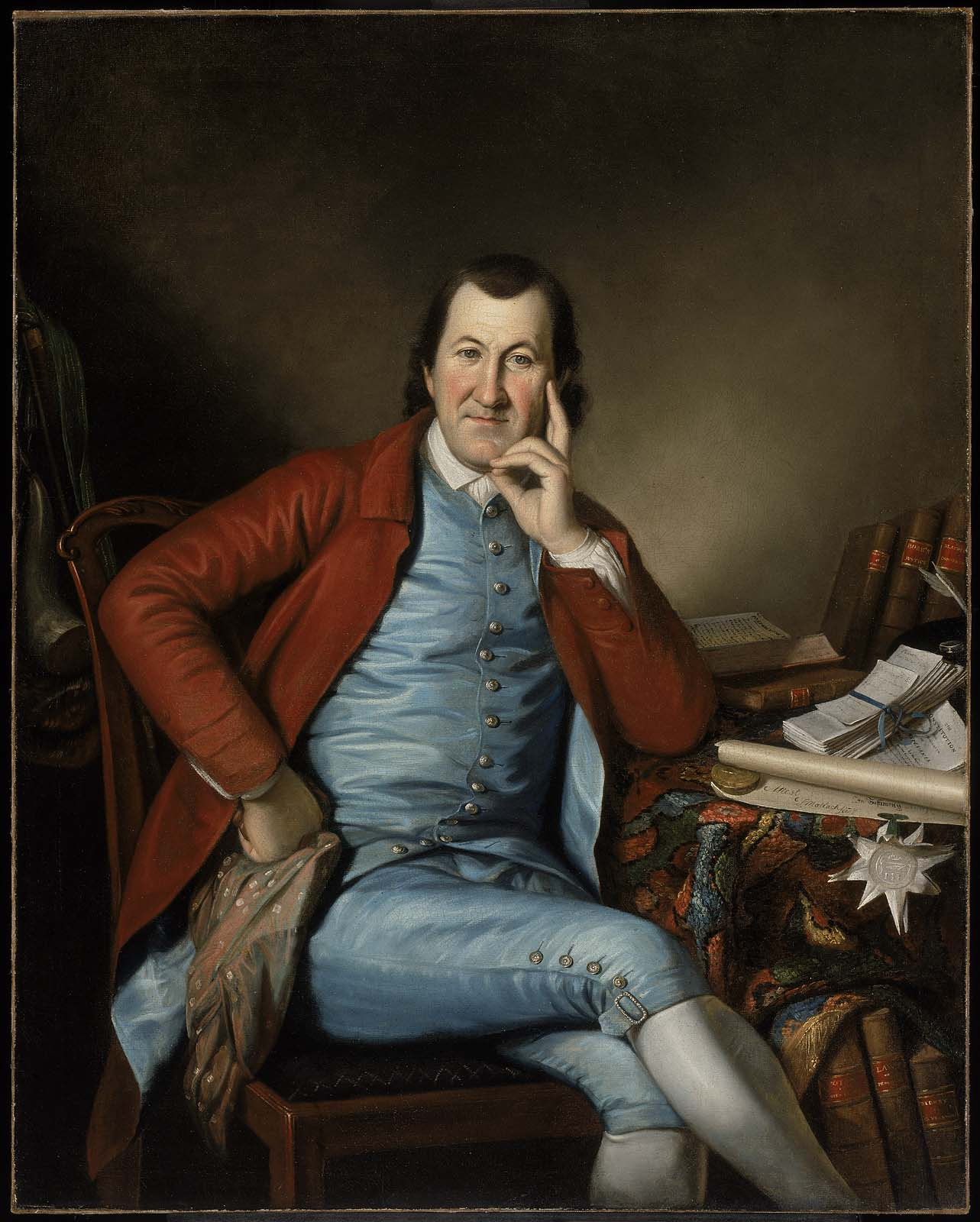
Timothy Matlack (Gemälde von Charles Willson Peale)

Timothy Matlack (* 28. Mai 1736 in Haddonfield, Province of New Jersey; † 14. April 1829 in Holmesburg, Pennsylvania) war ein US-amerikanischer Politiker. Im Jahr 1780 war er Delegierter für Pennsylvania im Kontinentalkongress.

## Werdegang
Timothy Matlack besuchte Quäkerschulen in Haddonfield und Philadelphia. Danach war er wenig erfolgreich im Handel tätig und machte mehrmals Bankrott. Schließlich stieg er in das Biergeschäft ein. Zunächst verkaufte er Flaschenbier, dann machte er eine eigene Brauerei auf. In den 1770er Jahren schloss er sich der Revolutionsbewegung an. Er war von Anfang an ein begeisterter Anhänger der Idee der Unabhängigkeit von Großbritannien und wurde Mitglied mehrerer lokalen revolutionärer Gremien wie der Provincial Conference in Philadelphia oder dem Sicherheitsausschuss seiner Heimat. Er war Sekretär beim Kontinentalkongress und schrieb den Rohentwurf der Unabhängigkeitserklärung der Vereinigten Staaten. Allerdings muss man beachten, dass er nur den Entwurf niedergeschrieben, aber nicht verfasst hat. Die Hauptverfasser waren Thomas Jefferson und John Adams. Zwischenzeitlich bekleidete Matlack auch das Amt des Secretary of the Commonwealth von Pennsylvania. Im Jahr 1777 war er Siegelbewahrer dieses Staates. Während des Unabhängigkeitskrieges  war er zeitweise als Oberst Mitglied der Miliz seiner Heimat. 1780 vertrat er Pennsylvania im Kontinentalkongress.
Im Jahr 1781 war Timothy Matlack einer der Gründer der religiösen Gesellschaft Society of Free Quakers. Er war auch ein entschiedener Gegner der Sklaverei. Bereits seit 1779 gehörte er dem Kuratorium der University of Pennsylvania an. Später zog er nach Lancaster und dann endgültig nach Philadelphia. Zwischen 1800 und 1809 bekleidete er das Amt des Master of the Rolls of Pennsylvania. In Philadelphia amtierte er einige Jahre lang als Prothonotar am Bezirksgericht. Von 1813 bis 1818 saß er im dortigen Stadtrat. Er starb am 14. April 1829 im heute zu Philadelphia gehörenden Holmesburg.